# Alessandro Fantini
Alessandro Fantini (Fossacesia, 1 de janeiro de 1932 — Tréveris, 5 de maio de 1961) foi um ciclista de estrada profissional italiano.
Fantini morreu após um acidente no final da sexta etapa do Tour da Alemanha, em 1961.[carece de fontes?]

## Palmarès
1955
Tour de France:
Vencedor da 12ª etapa
1956
Tour de France:
Vencedor da 7ª etapa
Giro d'Italia:
6º lugar na classificação geral
1957
Giro d'Italia:
Vencedor da 5ª etapa
1960
Milão-Vignola